# Armando Bertorelle
Armando Bertorelle (* 20. Mai 1919 in Rosà; † 4. März 2013) war ein italienischer Politiker.

## Biographie
Bertorelle wurde in Rosà in der Provinz Vicenza geboren und kam in den 20er Jahren mit seiner Familie nach Bozen. Dort besuchte er das Humanistische Gymnasium und studierte anschließend an der Universität Padua Rechtswissenschaften. Er engagierte sich bereits früh in diversen katholischen Organisationen, ab 1945 war er Vorsitzender der lokalen Katholischen Aktion. In der Folge wurde er zu einem der wichtigsten Exponenten der Democrazia Cristiana in Südtirol.
Bertorelle war von 1952 bis 1978 Mitglied des Südtiroler Landtags und damit gleichzeitig des Regionalrats Trentino-Südtirol. Von 1954 bis 1956 sowie von 1958 bis 1960 war er Landtagspräsident (in den Jahren dazwischen Landtagsvizepräsident), zwischen 1964 und 1973 auch je zweimal Regionalratspräsident bzw. -vizepräsident. Bertorelle wirkte von 1952 bis 1964 sowie von 1974 bis 1979 als Assessor in der Regionalregierung, in der er in den Jahren 1961–1964 und 1976–1979 zudem auch als Vizepräsident diente. Von 1956 bis 1974 war er als Landesrat in den Kabinetten Pupp, Magnago I, Magnago II und Magnago III Mitglied der Südtiroler Landesregierung.
Nach seinem Ausscheiden aus der Politik Ende der 70er Jahre war er als Rechtsanwalt tätig.